# Faro de Punta Pechiguera
El faro de Punta Pechiguera se encuentra ubicado en el término municipal de Yaiza, al sur de Lanzarote (Canarias, España), y señaliza el estrecho de la Bocaina, espacio marítimo que separa las islas de Lanzarote y Fuerteventura.

## Historia

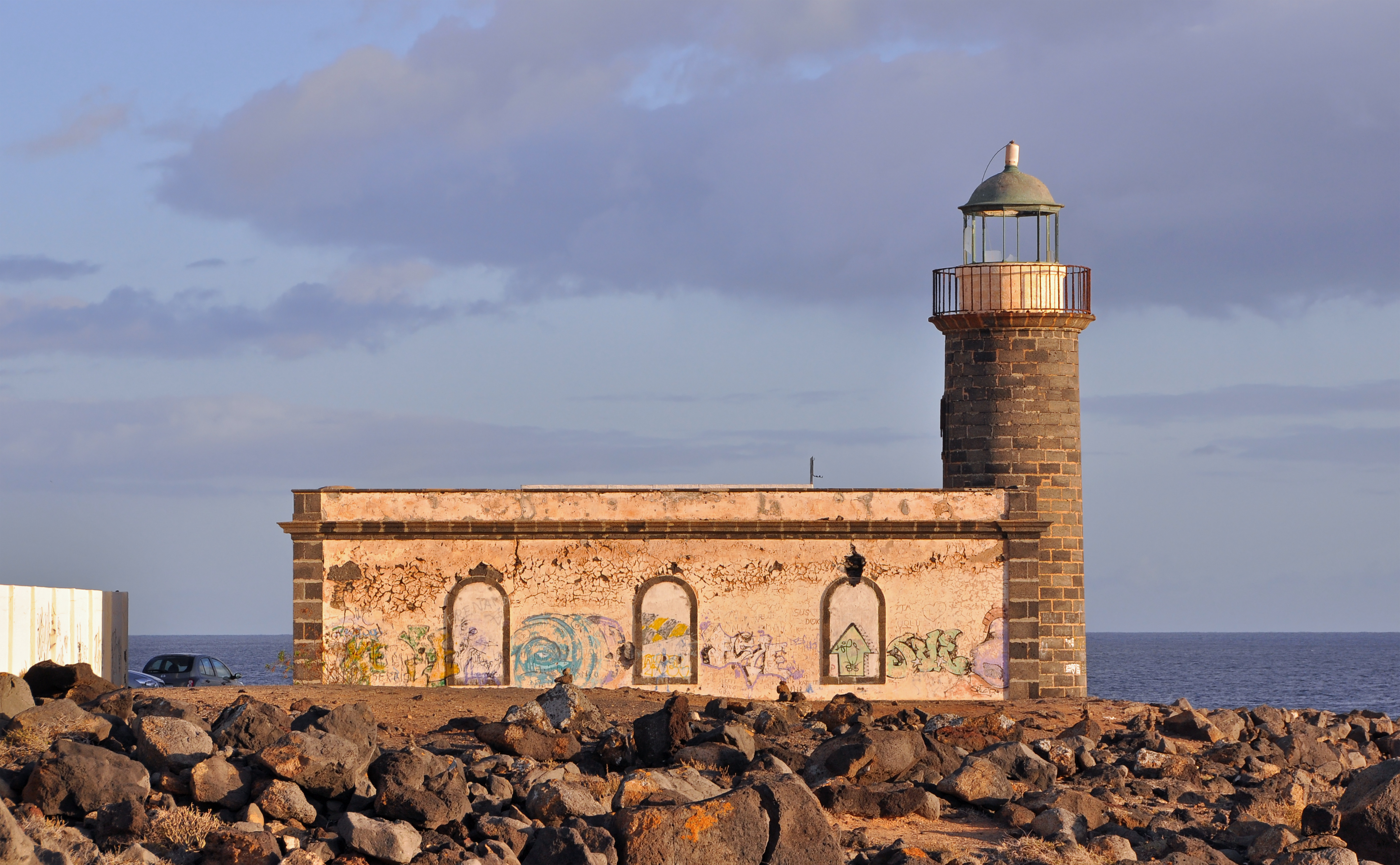
El viejo faro de Pechiguera.

La construcción del viejo faro surge a partir de una Real Orden del Gobierno de España como parte integrante del Plan de Alumbramiento de las Islas Canarias de 1856. Su diseño se debe a los ingenieros Juan de León y Castillo, y Clavijo. Se inauguró en 1866 funcionando cerca de 120 años, momento en el que es sustituido por una nueva instalación de moderna factura que se levanta a su lado. El edificio tiene planta rectangular y se organiza a partir de un patio central. Contiene una vivienda de tres dormitorios, baño, cocina y despacho. El cuerpo de la torre es cilíndrico, realizado en sillería basáltica. El salitre no ha dejado de atacar a las maderas, hierros y paredes de este inmueble, razón por la que en la actualidad está amenazado de ruina.
El viejo faro fue declarado bien de interés cultural (BIC) por el Gobierno de Canarias el 20 de diciembre de 2002.